# Place du Puits-de-l'Ermite
La place du Puits-de-l'Ermite est une voie du 5e arrondissement de Paris.

## Situation et accès
La rue du Puits-de-l'Ermite est constituée de l'expansion à ce niveau de la rue du Puits-de-l'Ermite dans le quartier du Jardin-des-Plantes. Autrefois « place Sainte-Pélagie », elle était célèbre pour donner accès à la prison de Sainte-Pélagie.
Elle est desservie par la ligne 7 à la station Place Monge.

## Origine du nom
Le nom lui vient en raison du tanneur Adam l'Hermite qui y vivait et du voisinage d'un puits public.

## Historique
Cette place de Paris porta anciennement le nom de « place Sainte-Pélagie ». Elle devait son nom à une maison située à l'angle de la place, avec la rue de la Clef, tenue par une communauté religieuse fondée en 1665 et abritant les femmes considérées comme « débauchées » [précision nécessaire] au sein d'un refuge et de bâtiments nommés « Sainte Pélagie » pour celles dont le comportement s'était « amélioré » (Pélagie étant une comédienne repentie vivant à Antioche au Ve siècle).
Cette maison est fermée en 1790 et les bâtiments transformés en prison à vocation politique, la prison Sainte-Pélagie, où séjournèrent de nombreuses personnalités. La prison est fermée en 1895 et détruite en 1899.
À la place furent construits dans les années 1930 des immeubles sociaux par la Société amicale de prévoyance de la préfecture de police de Paris.
Depuis quelques années, son centre accueille un square tout d'abord homonyme puis qui a pris le nom de Robert Montagne, un islamologue français.

## Bâtiments remarquables et lieux de mémoire
- À l'emplacement de l'hexagone situé entre la rue Lacépède, la rue Geoffroy-Saint-Hilaire, la rue Daubenton, la rue Larrey, la place du Puits-de-l'Ermite et la rue de Quatrefages se trouvait l'hôpital de la Pitié, détruit en 1912.
- L'ancienne prison Sainte-Pélagie de 1790 tout à la fin du XIXe siècle.
- Le square Robert-Montagne occupant tout le centre de la place.
- La place, qui débouche sur la rue Georges-Desplas, donne au niveau du parvis Abdelkader-Mesli sur la Grande Mosquée de Paris.

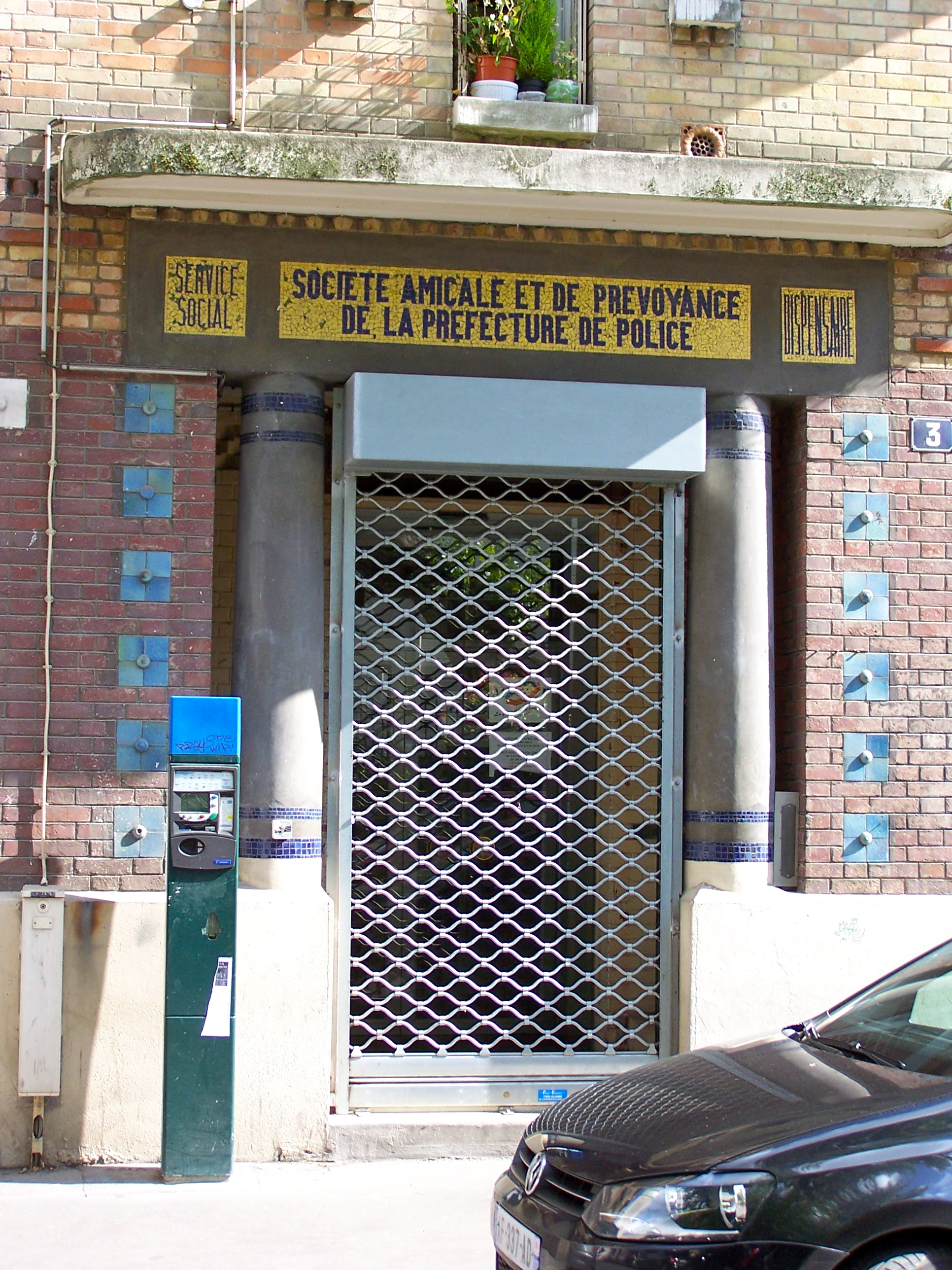
Entrée du no 3.
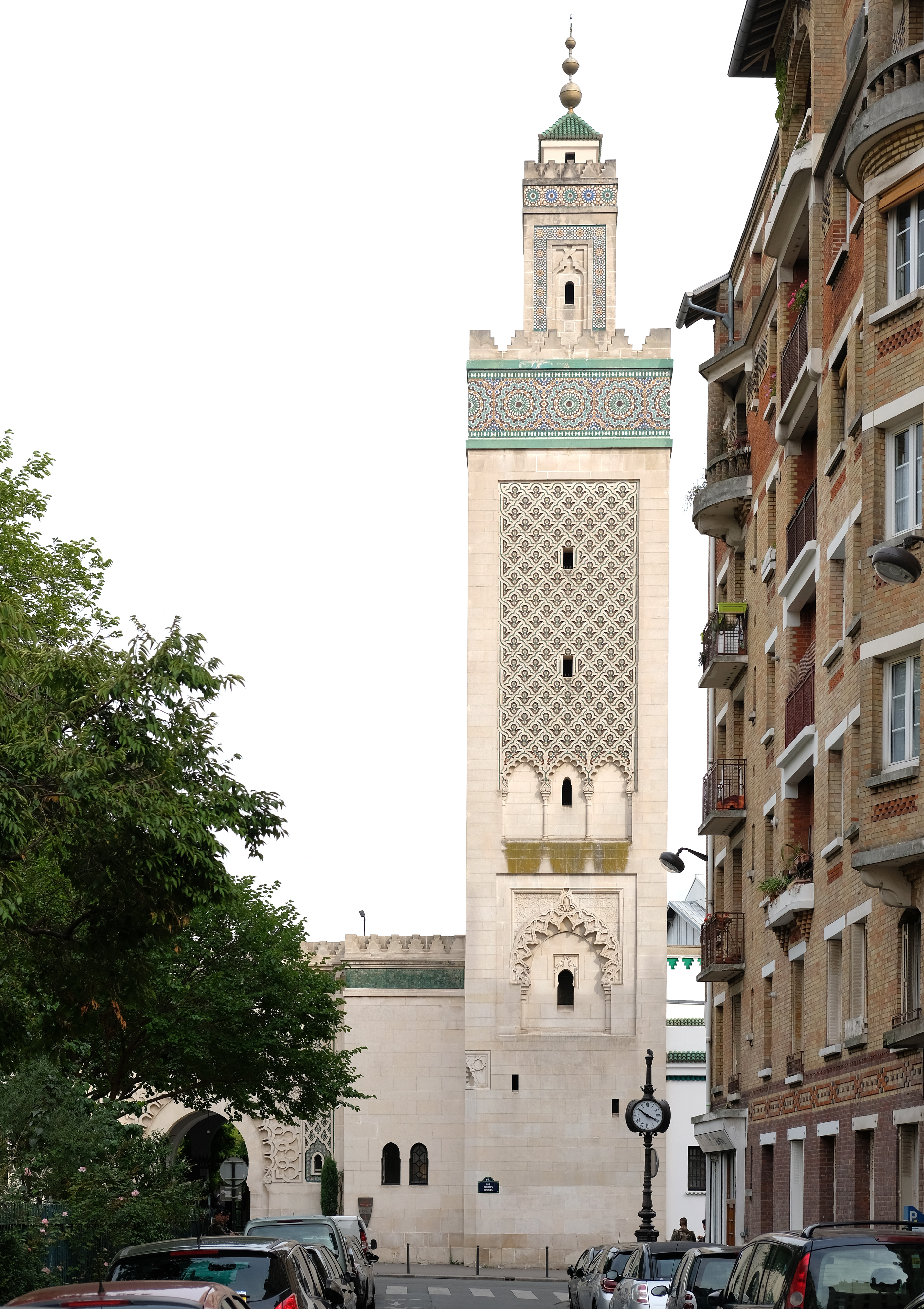
Minaret de la Grande Mosquée de Paris dans l'alignement de la rue.